# Martin Pecina
Martin Pecina (ur. 9 lipca 1968 w Czeskim Cieszynie) – czeski polityk, urzędnik państwowy i menedżer, w latach 2009–2010 oraz 2013–2014 minister spraw wewnętrznych, od 2013 do 2014 również wicepremier, deputowany do Izby Poselskiej.

## Życiorys
Absolwent Wyższej Szkoły Górniczej w Ostrawie (1991), kształcił się później również na Politechnice Czeskiej w Pradze. Pracował początkowo jako programista, prowadził też własną działalność gospodarczą m.in. w branży doradczej. Był zatrudniony w przedsiębiorstwie Hutní projekt Frýdek-Místek, pełniąc w nim od 1999 do 2003 funkcję dyrektora wykonawczego. W latach 1996–1997 należał do Obywatelskiej Partii Demokratycznej, od 2001 do 2005 był członkiem Czeskiej Partii Socjaldemokratycznej.
W latach 2003–2005 zajmował stanowisko wiceministra przemysłu i handlu w rządzie Stanislava Grossa. W 2005 został prezesem czeskiego urzędu antymonopolowego (ÚOHS). 8 maja 2009 objął funkcję ministra spraw wewnętrznych w gabinecie premiera Jana Fischera i pełnił ją do zaprzysiężenia kolejnego rządu, tj. do 13 lipca 2010. Powrócił w tym czasie do działalności partyjnej, ponownie w 2010 wstępując do ČSSD. W wyborach w tymże roku z ramienia socjaldemokratów uzyskał mandat poselski. Złożył go jednak w marcu 2011 po konflikcie z nowym przewodniczącym partii Bohuslavem Sobotką. Powrócił do pracy w sektorze prywatnym, obejmując kierownicze stanowiska w spółkach prawa handlowego. W 2013 wystąpił z Czeskiej Partii Socjaldemokratycznej, krytykując decyzję tego ugrupowania o niepoparciu Miloša Zemana w wyborach prezydenckich.
10 lipca 2013 po raz drugi stanął na czele MSW, obejmując kierownictwo resortu w technicznym rządzie, którym kierował Jiří Rusnok. Został jednocześnie wicepremierem w tym gabinecie. Zakończył urzędowanie 29 stycznia 2014. Wcześniej w 2013 bezskutecznie kandydował do Izby Poselskiej z ramienia Partii Praw Obywateli – Zemanowcy.